# Nadleśnictwo Maskulińskie
Nadleśnictwo Maskulińskie – jednostka organizacyjna Lasów Państwowych podległa Regionalnej Dyrekcji Lasów Państwowych w Białymstoku. Siedziba nadleśnictwa znajduje się w Rucianem-Nidzie, w powiecie piskim, w województwie warmińsko-mazurskim. Nadleśnictwo wchodzi w skład Leśnego Kompleksu Promocyjnego Lasy Mazurskie.
Nadleśnictwo obejmuje część powiatów piskiego i mrągowskiego.

## Nazwa
Nadleśnictwo Maskulińskie jest jedynym polskim nadleśnictwem nazwanym przymiotnikowo. Nazwa nadleśnictwa pochodzi od inż. Mariana Maskulińskiego - pierwszego powojennego nadleśniczego na tych terenach i jednego z pierwszych polskich nadleśniczych na Mazurach, który rozpoczął pracę w terenie. 20 lipca 1945 wraz z pracownikiem nadleśnictwa Ludwikiem Uszko, zostali oni zamordowani.

## Historia
W 1945 powstały nadleśnictwa Mikołajki, Karwica, Turośl, Ruciane i Guzianka. 1 października 1958 do Nadleśnictwa Ruciane przyłączono Nadleśnictwo Guzianka. Połączeniu uległy także nadleśnictwa Karwica i Turośl. 28 lutego 1973 nadleśnictwa Karwica i Ruciane połączono tworząc Nadleśnictwo Ruciane.
1 września 1974 Nadleśnictwo Ruciane zmieniło nazwę na Nadleśnictwo Maskulińskie.
W 1979 do Nadleśnictwa Maskulińskiego przyłączono obręb Mikołajki (dawniej Nadleśnictwo Mikołajki) z Nadleśnictwa Strzałowo.

## Ochrona przyrody
Na terenie nadleśnictwa znajduje się pięć rezerwatów przyrody:
- Jezioro Łuknajno
- Jezioro Lisunie
- Jezioro Nidzkie (częściowo)
- Krutynia Dolna
- Stary Czapliniec[1].

## Drzewostany
Typy siedliskowe lasów nadleśnictwa (z ich udziałem procentowym):
- bór świeży 47%
- bór mieszany świeży 25%
- las mieszany świeży 15%
- las świeży 5%
- bór mieszany wilgotny 2%
- ols 2%
- las mieszany bagienny 1%
- inne 3%

Gatunki lasotwórcze lasów nadleśnictwa (z ich udziałem procentowym):
- sosna 85%
- brzoza 4%
- świerk 4%
- olsza 3%
- dąb 2%
- pozostałe 1%